# Osztrák–magyar forint
Az osztrák–magyar forint (németül Österreichisch-ungarischer Gulden) a kiegyezés után létrejött Osztrák–Magyar Monarchia törvényes, ezüstalapú pénzneme volt, melyet 1892-ben váltott fel az aranyalapú korona. Érméit Ausztria (illetve Ferenc József mint osztrák császár) és Magyarország (illetve Ferenc József mint magyar király) verette, papírpénzeit pedig egyfelől az Osztrák–Magyar Bank (bankjegyek), másfelől a császári és királyi közös központi pénztár (államjegyek) bocsátotta ki. Váltópénze a krajcár (korabeli helyesírással krajczár; németül Kreuzer) volt, 1 forint = 100 krajcár.

## Elnevezése
A papírpénzek magyar nyelvű oldalán és a Magyarországi veretű érméken a forint megnevezés szerepelt, melynek eredete az első aranyforintokat verő város, a Firenze (latinul Florentia) címerében szereplő névadó (liliom) virágra (virágos latinul florentinus) vezethető vissza. Hasonló az eredete az ausztriai veretű, latin feliratos érméken szereplő florin megnevezésnek is. A papírpénzek német nyelvű oldalán a Gulden megnevezést használják, amely holland eredetű és aranyból valót jelent.

## Története
A kiegyezés utáni osztrák–magyar pénzrendszer előzményének a Habsburg Birodalomban Mária Terézia uralkodása alatt bevezetett húszforintos pénzláb tekinthető, melyet 1753-tól konvenciós pénzlábnak neveztek. Ez az ezüstpénzláb egyhuszad kölni márkában (vagyis 11,6928 grammban) határozta meg egy forint színezüsttartalmát, melyet ettől fogva konvenciós forintnak neveztek. A konvenciós forint 60 krajcárral volt egyenlő.
1857-ben a bécsi pénzverési egyezmény megkötésével Ausztria áttért az egyleti pénzláb szerinti pénzverésre. Ennek értelmében az addigi konvenciós forint helyett a valamivel könnyebb osztrák értékű forintot vezették be. Ez a 16 2/3 gramm színezüsttartalmú egyleti tallér kétharmadával lett egyenértékű, azaz egy osztrák értékű forint 11 1/9 színezüstöt tartalmazott, illetőleg 500 gramm színezüstből 45 forintot vertek (vagyis a forint színezüsttartalma 4,975%-kal csökkent). Ugyanekkor került sor az osztrák pénzrendszer decimalizálására is: egy osztrák értékű forint 100 krajcárral („új krajcár”) lett egyenlő.
A kiegyezés után megmaradt a bécsi pénzverési egyezmény szerinti pénzláb, de külön vertek az 1867 előttitől kismértékben eltérő osztrák, illetve új tervezésű magyar érméket; a bankjegyek kibocsátója a közös Osztrák–Magyar Bank lett, az államjegyeket pedig a közös központi pénztár (K.u.K. Reichs-Central-Casse) bocsátotta ki. Az osztrák értékű forint továbbra is megmaradt az ezüstforint elnevezésének, de használták a pengőforint kifejezést is a papírpénztől való megkülönböztetésre. Az osztrák–magyar forint mindvégig ezüstalapú valuta maradt, habár vertek a latin érmeunió szerinti pénzlábbal aranyakat az aranyalapú pénzrendszer bevezetésének előkészítésére, melyet az ezüst árának csökkenése mind sürgetőbbé tett. Az aranyalapra való áttérés végül a koronaérték 1892-es létrehozásával valósult meg, ez azonban nem jelentette az ezüstforintok azonnali kivonását. A forintpénzjegyek és -érmék az 1900-as évek elejéig hivatalosak maradtak.

## Külső hivatkozások
- Geldschein.at – osztrák papírpénzek katalógusa képekkel